# Heli Peltonen
Heli Peltonen (* 4. August 1977 in Forssa) ist eine ehemalige finnische Skilangläuferin.

## Werdegang
Peltonen, die für den Vihdin Viesti startete, debütierte im März 1999 in Lahti im Skilanglauf-Weltcup und belegte dabei den 53. Platz über 10 km klassisch. Ihr erstes Rennen im Continental-Cup lief sie im Februar 2000 in Vantaa, welches sie auf dem 15. Platz über 15 km Freistil beendete. Bei der Winter-Universiade 2001 in Zakopane gewann sie Bronzemedaille mit der Staffel. Zudem errang sie dort den 18. Platz über 15 km Freistil, den 12. Platz über 5 km Freistil und den neunten Platz über 5 km klassisch. In der Saison 2002/03 kam sie in Gåsbu über 5 km klassisch und in der anschließenden Verfolgung jeweils auf den dritten Platz und holte über 5 km Freistil in Keuruu ihren einzigen Sieg im Continental-Cup. In der Saison 2004/05 erreichte sie im Scandinavian-Cup mit fünf Top-Zehn-Platzierungen, darunter Platz zwei über 10 km Freistil in Veldre, den vierten Platz in der Gesamtwertung. Im März 2005 holte sie in Lahti mit dem 30. Platz im Sprint ihren ersten und einzigen Weltcuppunkt. Tags darauf absolvierte sie dort ihr 16. und damit letztes Weltcupeinzelrennen, welches sie auf dem 53. Platz über 10 km Freistil beendete.

## Siege bei Continental-Cup-Rennen
| Nr. | Datum            | Ort    | Disziplin       | Serie           |
| --- | ---------------- | ------ | --------------- | --------------- |
| 1.  | 23. Februar 2003 | Keuruu | 15 km klassisch | Continental-Cup |